# Попов, Николай Иванович (председатель колхоза)
Николай Иванович Попов (22 октября 1945, с. Атманово, Сосновский район, Тамбовская область, РСФСР — 23 сентября 2015, дер. Спасс, Торжокский район, Тверская область, Российская Федерация) — советский и российский организатор сельского хозяйства, председатель колхоза «Мир» Торжокского района Тверской области, народный депутат РСФСР (1990—1993).

## Биография
Родился в многодетной крестьянской семье. В 1964 г. окончил Сосновскую среднюю школу, в 1972 г. — Мичуринский плодоовощной институт.
Трудовую деятельность начал на должности главного агронома совхоза «Бояркино» Бежецкого района Калининской области, затем — совхоза «Новоторжский» Торжокского района.
В 1981 г. был избран председателем колхоза «Мир» Торжокского района Тверской области.
Народный депутат России (1990—1993), депутат Законодательного Собрания Тверской области 1-5-го созывов. Член постоянного комитета аграрной политике, природопользованию и собственности Законодательного Собрания Тверской области. Член депутатской фракции «Единая Россия». При его непосредственном участии был принят ряд целевых программ и законов, в том числе о поддержке кадрового потенциала сельскохозяйственных организаций и крестьянских (фермерских) хозяйств, «Об основах промышленной политики в Тверской области», «О градообразующих предприятиях», «О семеноводстве» и многие другие.
Был убит в результате покушения на окраине деревни Спас Торжокского района Тверской области.

## Награды и звания
Награжден орденами «За заслуги перед Отечеством» IV степени, «Знак Почета».
Заслуженный работник сельского хозяйства Российской Федерации,